# Joe Gaetjens
Joe Gaetjens (ur. 19 marca 1924 roku w Port-au-Prince, zm. prawdopodobnie w 10 lub 11 lipca 1964 w Fort Dimanche) – haitański piłkarz występujący w reprezentacji Haiti, a podczas mistrzostw świata 1950 w kadrze USA.

## Życiorys
Gaetjens urodził się na Haiti z ojca Belga i matki Haitanki. Do USA przyjechał na studia. Został powołany na mundial 1950 do reprezentacji USA. Jadąc na turniej, nie miał nawet obywatelstwa Stanów Zjednoczonych. Obiecał jedynie, że o nie wystąpi. Przepisy FIFA, jeśli chodzi o grę w innej reprezentacji, pozwalały wtedy niemal na wszystko. Zagrał we wszystkich 3 meczach reprezentacji USA. Wystąpił w słynnym meczu z Anglikami, sensacyjnie wygranym przez Amerykanów. Zdobył w tym spotkaniu jedyną bramkę. Gol w tym meczu dał mu krótki rozgłos w Europie i sławę na Haiti. W USA pozostał jednak anonimowy. Po studiach wrócił na swoją wyspę. Znów grał w drużynie Haiti, a po zakończeniu kariery prowadził pralnię. Rankiem 8 lipca 1964 roku został aresztowany przez milicję dyktatora Duvaliera - słynnych Tonton Macoute. Tu ślad się urywał. Po 7 latach własne śledztwo rozpoczęli bracia Gaetjensa. Pomagał im Clive Toye - człowiek, który ściągnął Pelégo do New York Cosmos. W dochodzenie włączyła się Organizacja Państw Amerykańskich. Haitański rząd nie odpowiadał na prośby wyjaśnienia sprawy. Zmowa milczenia została przerwana po obaleniu dyktatury Duvalierów. Udało się ustalić, że Joe trafił do Fort Dimanche, zwanego fortem śmierci. Tam rozstrzelano go 10 lub 11 lipca 1964 roku. Prawdopodobnie zabito go za to, że jego ojciec uczestniczył kiedyś w nieudanym spisku przeciwko Duvalierowi. Niemal cała rodzina uciekła do USA, ale Joe postanowił zostać. Nie interesował się polityką, sądził, że sława piłkarza ochroni go przed prześladowaniami. Po latach urządzono mu symboliczny pogrzeb, choć ciała nigdy nie odnaleziono. Jego syn próbował zrobić karierę w Hollywood. Zaczął pisać scenariusz o życiu ojca, ale zmarł przed jego ukończeniem.
Grał w takich klubach jak: Etoile Haïtienne, Brookhattan, Racing Club de France i Olympique Alès.
Joe Gaetjens był jednym z bohaterów filmu Game of Their Lives ("Gra ich życia") z 2005 roku.